# Conferência Sul do Brasil Futebol Americano de 2017
A Conferência Sul é uma das quatro conferências da Brasil Futebol Americano de 2017. A conferência possui sete times. Os quatro melhores times avançam a semifinais da conferência, com o primeiro recebendo o quarto colocado e o segundo recebendo o terceiro. Os vencedores avançam para a final de conferência, com mando do time de melhor campanha. O campeão da conferência classifica-se às Semifinais Nacionais para enfrentar o campeão da Conferência Sudeste. A pior equipe da conferência sendo rebaixada para a Liga Nacional de 2018.

## Classificação
Classificados para os Playoffs estão marcados em verde e em rosa o rebaixado à Liga Nacional de 2018.
| Pos | Times                | V | E | D | PCT   | PF  | PS  | SP   |
| --- | -------------------- | - | - | - | ----- | --- | --- | ---- |
| 1   | Timbó Rex            | 6 | 0 | 0 | 1.000 | 169 | 35  | 134  |
| 2   | Santa Maria Soldiers | 5 | 0 | 1 | .833  | 124 | 47  | 77   |
| 3   | Paraná HP            | 4 | 0 | 2 | .667  | 101 | 78  | 23   |
| 4   | Coritiba Crocodiles  | 3 | 0 | 3 | .500  | 153 | 95  | 58   |
| 5   | São José Istepôs     | 2 | 0 | 4 | .333  | 61  | 115 | -54  |
| 6   | Juventude FA         | 1 | 0 | 5 | .167  | 37  | 158 | -121 |
| 7   | Brown Spiders FA     | 0 | 0 | 6 | .000  | 58  | 175 | -117 |

### Resultados
Primeira Rodada
| 8 de julho 14:00 UTC -3 | Relatório | São José Istepôs | 06–20 | Coritiba Crocodiles |  | Colégio Forquilhão, São José-SC |  |

| 8 de julho 14:00 UTC -3 | Relatório | Juventude FA | 00–22 | Santa Maria Soldiers |  | Campo do SESI, Caxias do Sul-RS |  |

| 9 de julho 13:30 UTC -3 | Relatório | Paraná HP | 34–06 | Brown Spiders FA |  | Complexo Esportivo Brown Spiders, Curitiba-PR |  |

Segunda Rodada
| 22 de julho 14:00 UTC -3 | Relatório | Santa Maria Soldiers | 35–12 | Brown Spiders FA |  | Estádio Presidente Vargas, Santa Maria-RS |  |

| 22 de julho 15:00 UTC -3 | Relatório | Juventude FA | 06–28 | São José Istepôs |  | Campo do SESI, Caxias do Sul-RS |  |

| 23 de julho 14:30 UTC -3 | Relatório | Timbó Rex | 34–07 | Paraná HP |  | Complexo Esportivo Timbó, Timbó-SC |  |

Terceira Rodada
| 5 de agosto 14:00 UTC -3 | Relatório | Santa Maria Soldiers | 31–21 | Coritiba Crocodiles |  | Estádio Presidente Vargas, Santa Maria-RS |  |

| 5 de agosto 14:30 UTC -3 | Relatório | Timbó Rex | 27–00 | Juventude FA |  | Complexo Esportivo Timbó, Timbó-SC |  |

| 6 de agosto 14:30 UTC -3 | Relatório | São José Istepôs | 16–07 | Brown Spiders FA |  | Colégio Forquilhão, São José-SC |  |

Quarta Rodada
| 19 de agosto 14:00 UTC -3 | Relatório | Coritiba Crocodiles | 47–00 | Juventude FA |  | Complexo Esportivo Brown Spiders, Curitiba-PR |  |

| 20 de agosto 10:00 UTC -3 | Relatório | Paraná HP | 00–03 | Santa Maria Soldiers |  | Complexo Esportivo Brown Spiders, Curitiba-PR |  |

| 20 de agosto 14:30 UTC -3 | Relatório | Brown Spiders FA | 03–30 | Timbó Rex |  | Complexo Esportivo Brown Spiders, Curitiba-PR |  |

Quinta Rodada
| 2 de setembro 14:00 UTC -3 | Relatório | Santa Maria Soldiers | 13–14 | Timbó Rex |  | Estádio Presidente Vargas, Santa Maria-RS |  |

| 2 de setembro 14:00 UTC -3 | Relatório | Brown Spiders FA | 13–41 | Coritiba Crocodiles |  | Complexo Esportivo Brown Spiders, Curitiba-PR |  |

| 3 de setembro 14:00 UTC -3 | Relatório | Paraná HP | 20–11 | São José Istepôs |  | Complexo Esportivo Brown Spiders, Curitiba-PR |  |

Quinta Rodada
| 16 de setembro 14:00 UTC -3 | Relatório | Brown Spiders FA | 17–19 | Juventude FA |  | Complexo Esportivo Brown Spiders, Curitiba-PR |  |

| 17 de setembro 14:00 UTC -3 | Relatório | Coritiba Crocodiles | 12–23 | Paraná HP |  | Complexo Esportivo Brown Spiders, Curitiba-PR |  |

| 17 de setembro 14:30 UTC -3 | Relatório | Timbó Rex | 42–00 | São José Istepôs |  | Complexo Esportivo Timbó, Timbó-SC |  |

Sexta Rodada
| 30 de setembro 14:00 UTC -3 | Relatório | Juventude FA | 12–17 | Paraná HP |  | Campo do SESI, Caxias do Sul-RS |  |

| 30 de setembro 14:30 UTC -3 | Relatório | São José Istepôs | 00–20 | Santa Maria Soldiers |  | Colégio Forquilhão, São José-SC |  |

| 1 de outubro 14:00 UTC -3 | Relatório | Coritiba Crocodiles | 12–22 | Timbó Rex |  | Complexo Esportivo Brown Spiders, Curitiba-PR |  |